# Население Омана

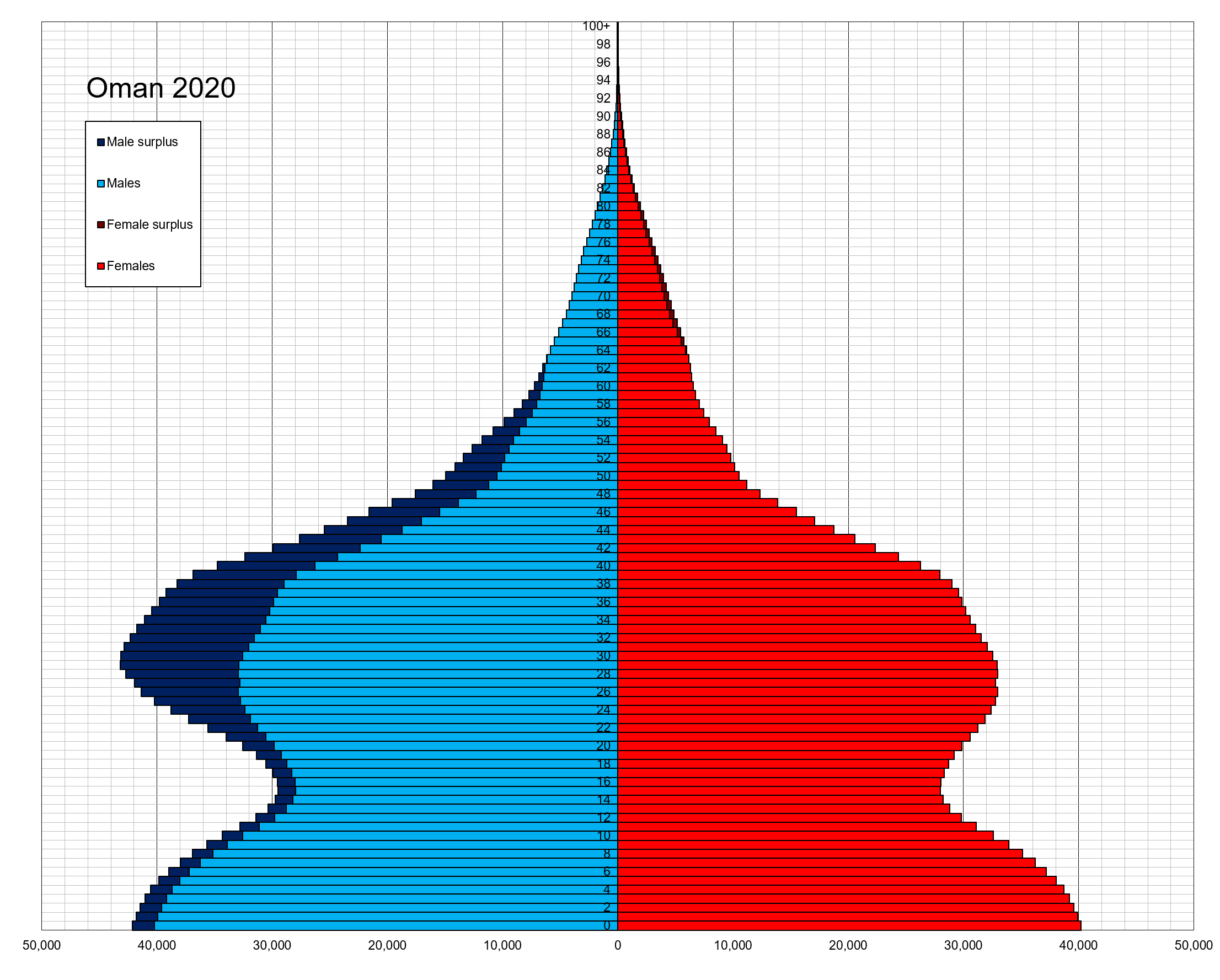
Возрастно-половая пирамида населения Омана на 2020 год

Население Омана по данным на 2014 год составляет 4 003 058 человек. Оно представлено главным образом арабами, кроме того проживают бенгальцы, индийцы и др. Официальный язык — арабский, распространены также урду, белуджский, английский, индийские языки. Городское население составляет 73 %. Очень много иностранцев — в 2014 году их было около 1 млн человек, они составляли 70 % рабочей силы Омана.

## Численность
| Население страны по расчётам ООН, млн | Население страны по расчётам ООН, млн |
| ------------------------------------- | ------------------------------------- |
| 1950                                  | 0,456                                 |
| 1955                                  | 0,496                                 |
| 1960                                  | 0,552                                 |
| 1965                                  | 0,625                                 |
| 1970                                  | 0,724                                 |
| 1975                                  | 0,882                                 |
| 1980                                  | 1,154                                 |
| 1985                                  | 1,498                                 |
| 1990                                  | 1,812                                 |
| 1995                                  | 2,204                                 |
| 2000                                  | 2,268                                 |
| 2005                                  | 2,511                                 |
| 2010                                  | 3,041                                 |
| 2015                                  | 4,200                                 |
| 2020                                  | 5,150                                 |

## Основные статистические данные
- Возрастная структура:
  - до 15 лет: 31,2 %
  - от 15 до 64 лет: 65,7 %
  - старше 65 лет: 3,1 %
- Средний возраст: 24,1 года (25,5 лет для мужчин и 22,4 года для женщин)
- Прирост населения: 2,023 %
- Рождаемость: 24,15 на 1000
- Смертность: 3,45 на 1000
- Гендерная структура: 1230 мужчин на 1000 женщин
- Детская смертность: 15,47 на 1000
- Фертильность: 2,87 детей на женщину
- Средняя продолжительность жизни: 74,22 года (72,38 года у мужчин и 76,16 лет — у женщин).
- Уровень грамотности: 81,4 % (86,8 % мужчин и 73,5 % женщин).[3]